# Octavian Goga
Octavian Goga (ur. 1 kwietnia 1881 w Rășinari, zm. 7 maja 1938 w Ciucea) – rumuński nacjonalistyczny polityk, poeta, twórca sztuk, dziennikarz i tłumacz. Członek Akademii Rumuńskiej.

## Życiorys
Urodził się w Rășinari, niedaleko Sybinu. Naukę rozpoczął w 1892 r. w gimnazjum w Sybinie, które ukończył w Braszowie w 1900 r. Pierwsze próby z twórczości poetyckiej ukazały się w roku 1893 na łamach Revista ilustratá i Familia. Wydał je pod pseudonimem Octavian wierszem Nu-i fericire pe pāmînt  (Nie ma szczęścia na ziemi).
Studiował na wydziale humanistycznym i filozoficznym w Bukareszcie w latach 1900–1904. W tym okresie swoją twórczość przedstawiał na łamach pisma kulturalnego Luceafărul. Tam też opublikował swój pierwszy tom Poezje z 48 utworami. Od roku 1906 rozpoczął wydawać utwory na łamach czasopisma Viața românească. Dominowały tam wiersze o tematyce problematyki społecznej, co zaowocowało dobrymi recenzjami wśród krytyków i torowało drogę do jego przyszłej kariery politycznej.
Został aktywnym członkiem rumuńskiego ruchu emancypacyjnego w Transylwanii i jego grupy przewodniej Rumuńskiej Partii Narodowej (PNR) w Austro-Węgrzech. Jako jej działacz w roku 1907 wydawał gazetkę Țara noastră. W roku 1910 poniósł porażkę w wyborach do parlamentu co spowodowało jego przeprowadzkę do Bukaresztu. Porażka ta natchnęła go do napisania przez niego komedii Domnul notar (Pan notariusz). W swojej działalności polityka działał o wyzwolenie narodowe i społeczne Rumunów siedmiogrodzkich. Odciął się od prohabsburskiej polityki przywódców partii narodowej i założył własne ugrupowanie z własnym organem prasowym Tribuna.
Przed I wojną światową w roku 1912 Goga został aresztowany przez władze węgierskie i osadzony w więzieniu w Segedynie. Tam też powstały jego kolejne utwory.
Po zawarciu unii przez Transylwanię i Rumunię historyczną w 1918, udał się do Rumunii, gdzie prowadził aktywną działalność w kręgach literackich i politycznych. Opuścił PNR i przyłączył się do Partii Ludowej generała Alexandru Averescu, populistycznego ruchu utworzonego po zakończeniu wojny.
Goga popadł w konflikt z Averescu, którego przedmiotem stał się stosunek do króla Karola II. Goga doprowadził do rozłamu w partii, tworząc Narodową Partię Agrarną, która nawiązała sojusz z Narodowo-Chrześcijańską Ligą Obrony A.C. Cuzy, przekształcając ją w Narodową Partię Chrześcijańską.
W roku 1919 Octavian Goga został mianowany ministrem oświaty, w roku 1926 został ministrem spraw wewnętrznych. W roku 1924 otrzymał nagrodę państwową z dziedziny poezji. W roku 1931 został uhonorowany przez uniwersytet w Cluj tytułem doctor honoris causa.
Premierem Rumunii Goga został 28 grudnia 1937 roku i sprawował tę funkcję do 10 lutego 1938. Został powołany na to stanowisko przez króla Karola II, który chciał umocnienia swojej pozycji i wprowadzenia dyktatury.
W czasie krótkiego pozostawania u steru rządów, znany przede wszystkim z powodu przyjęcia pierwszych antysemickich ustaw. 12 stycznia 1938 roku rząd Gogu pozbawił rumuńskich Żydów obywatelstwa. Goga sam miał poglądy antysemickie, co przygotowało podatny grunt na późniejszą działalność Żelaznej Gwardii. Bojówki reżimu Gogi i Cuzy, o charakterze faszystowskim Lăncieri odpowiedzialne były za nasilenie przemocy względem Żydów.
Po rezygnacji z pełnionego stanowiska, Goga udał się do Transylwanii, gdzie 5 maja 1938 roku miał udar. Zmarł dwa dni później. Jego ciało pochowano w pałacu w Bukareszcie, a sam Adolf Hitler przysłał kwiaty, aby udekorować jego grób.

## Twórczość
- Nu-i fericire pe pāmînt  (Nie ma szczęścia na ziemi) – 1898
- Casa noastră (Nasz dom) – 1903
- De demult (Od dawna) – 1903
- Apostolul (Apostoł) – 1904
- Dăscălița (Nauczycielka) – 1904
- Noi (My) – 1904
- Oltul (Aluta) – 1904
- Pe înserate (O zmierzchu) – 1904
- Plugarii (Oracze) – 1905
- Poezii (Poezje) – 1905
- Rugăciune (Modlitwa) – 1905
- Un om (Człowiek) – 1906
- Clăcașii (Pańszczyźniani) – 1906
- Cain (Kain) – 1907
- Cosașul (Kosiarz) – 1907
- O țară știu (Jeden znam kraj) – 1907
- Țăranul în literatură noastră poeticeă (Chłop w naszej literaturze poetyckiej) – 1907
- O seamă de cuvinte (Garść słów) – 1908
- Ne cheamă pămîntul (Woła nas ziemia) – 1909
- Insemnările unui trecător (Notatki przechodnia) – 1911
- Poetul (Poeta) – 1912
- Eu știu un basm (Znam taką baśń) – 1912
- Din umbra zidurilor (W cieniu murów) – 1913
- Domnul notar („Pan notariusz”)
- Strigăte în pustiu (Wołania na pustyni) – 1915
- Cîntece fără țară (Pieśni do ojczyzny) – 1916
- Războiul (Wojna) – 1916
- Mustul care firbe (Fermentujący moszcz) – 1927
- Meşterul Manole (Mistrz Manole) – 1928
- Precursorii (Poprzednicy) – 1930
- Fragmente autobiografice (Fragmenty autobiograficzne) – 1938
- Din larg (Z oddali) – 1939 (wydanie pośmiertne)

### Inne utwory
- Din larg („Z wysokich mórz”)
- Profetul („Prorok”)
- Ceahlăul
- O ramură întârziată
- Trecutul („Przeszłość”)
- Apus („Wschód słońca”)
- Mare eternă („Wieczne morze”)
- În mine câtodată („W czasach beze mnie”)

### Poezja
- Cíntă moartea (Śmierć śpiewa)
- Cărbunii („Węgle”)

### Inne
Dodatkowo Goga znany jest jako tłumacz takich węgierskich twórców jak Sándor Petőfi, Endre Ady czy Imre Madách.